# Гонади

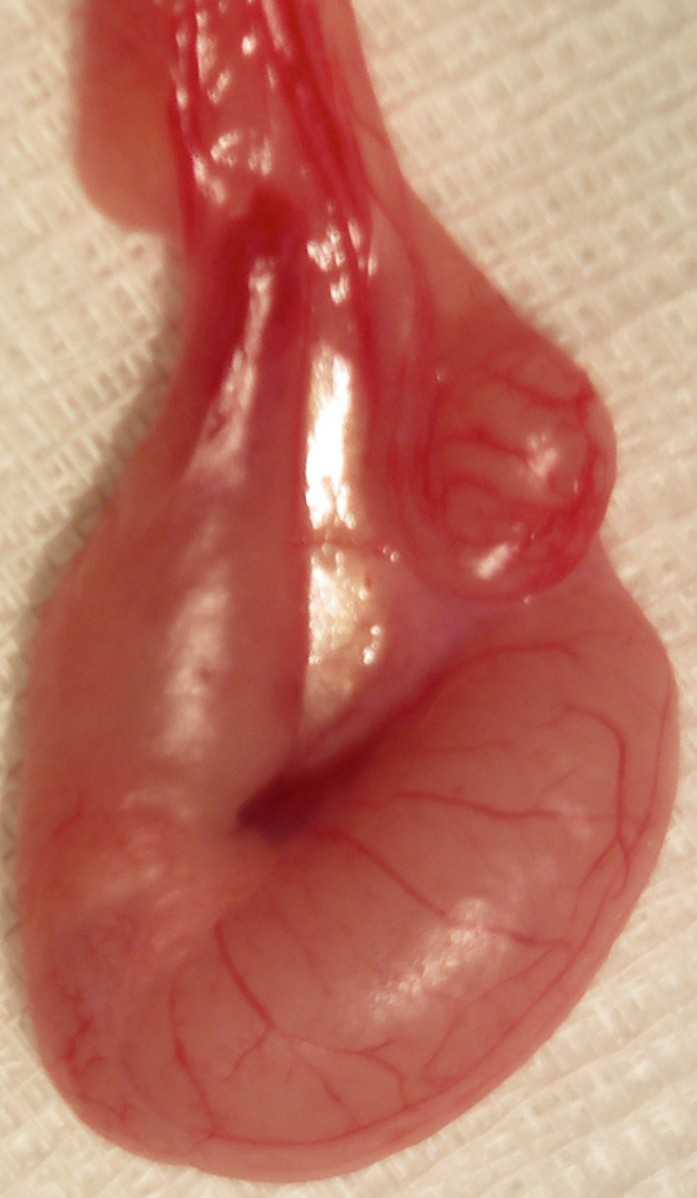
Гонада кроля — яєчко

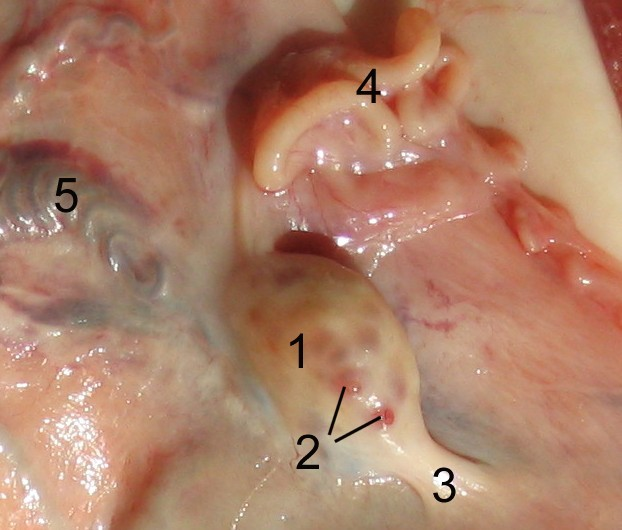
Гонада вівці: 1 — яєчник; 2 — фолікули; 3 — власні зв'язки яєчника; 4 — Фаллопієва труба; 5 — артерії і вени яєчників

Гонади (грец. Gonáo — породжую) — статеві залози тварин: органи, що утворюють статеві клітини (яйцеклітини та сперматозоїди) та статеві гормони — андрогени і естрогени. Продукування та секреція цих гормонів регулюється гонадотропними гормонами гіпофіза — фолікулостимулюючим гормоном (ФСГ) і лютеїнізуючим гормоном (ЛГ), які, своєю чергою, знаходяться під контролем рилізинг-гормонів гіпоталамуса (ліберінів та статинів).
Розрізняють чоловічі гонади — сім'яні залози (яєчка), жіночі — яєчники та гермафродитні (у червів, молюсків, деяких ракоподібних). 
У зародків хребетних гонади закладаються у вигляді статевих складок по боках спинної брижейки, в які мігрують первинні статеві клітини, що виникають раніше. Потім в них вростають мезенхімні клітини тулубної нирки — мезонефроса, які формують строму гонад. Статеві клітини в гонадах розмножуються, ростуть та дозрівають. Ріст статевих клітин відбувається під дією гонадотропних гормонів гіпофізу та особливих клітин, що живлять: клітин Сертолі в чоловічих гонадах та фолікулярних клітин — в жіночих. 
В процесі розвитку гонади проходять біполярну, однакову в обох статей, стадію розвитку, після чого починається їх статеве диференціювання. Яєчники формуються здебільшого з коркового шару гонади, яєчка — з мозкового. Форма яєчників у різних тварин дуже відрізняється (трубчасті — у круглих червів, та комах, гроноподібні — у птахів, округлі — у ссавців). 
У вищих тварин гонади, крім утворення статевих клітин, виконують функцію залоз внутрішньої секреції, виділяючи у кров статеві гормони естрогени (прогестерон) у жінок, андрогени (тестостерон) у чоловіків. Разом з вивідними шляхами та зовнішніми і внутрішніми геніталіями гонади утворюють репродуктивну систему.